# Tom Kok
Thomas Aloysius (Tom) Kok (Willemstad (Curaçao), 23 oktober 1957) is een Nederlands bestuurder en voormalig politicus.

## Biografie
Na het gymnasium A op het Baarnsch Lyceum studeerde Tom Kok van 1976 tot 1982 Internationaal Recht aan de Universiteit Leiden. Hij werkte bij ABN AMRO, was voorzitter van de directie van verzekeraar FBTO en directeur strategie van Achmea, voordat hij in 1996 partijvoorzitter werd van D66. Hij baarde in die functie opzien door op een partijcongres het kinderliedje In de maneschijn aan te heffen.
Na zijn aftreden in 1999 werkte Kok als adviseur voor het Ministerie van Onderwijs, Cultuur en Wetenschap. Tot juli 2007 was hij voorzitter van de AVRO, tot juli 2008 voorzitter van de Internet Society Nederland, tot juli 2010 voorzitter van DDMA (brancheorganisatie voor datagedreven marketing) en tot december 2010 waarnemend directeur Digitale Werkomgeving Rijksdienst bij het Ministerie van Binnenlandse Zaken en Koninkrijksrelaties. Van 2010 tot 2018 was Kok eerst lid, daarna voorzitter van de Raad van Commissarissen/raad van Advies van M&I Partners te Zeist, van 2015 tot 2017 lid van de Raad van Commissarissen van de Centrale Bank van Curaçao en Sint Maarten, van 2016 tot 2018 voorzitter van het bestuur van Carmabi (onderzoek en beheer natuurparken op Curaçao), van 2018 tot 2023 programmadirecteur PGB2.0 voor het Ministerie van VWS en van april 2023 tot maart 2024 algemeen directeur van Logius (DigiD).  
Anno 2024 is Kok bestuursvoorzitter van ITVitae, een organisatie voor het opleiden, coachen en bemiddelen van ICT-specialisten voor jongeren met autisme/hoogbegaafdheid. Sinds 2000 is hij directeur van het adviesbureau CoolGroup.  
In september 2012 verscheen van Kok het Handboek Inspirerend Leiderschap. In juni 2024 verscheen zijn tweede boek Meesterlijk Leiden. 
Kok heeft drie kinderen.
- International Standard Name Identifier: 0000 0003 8926 1022
- Nederlandse Thesaurus van Auteursnamen: 171613112
- Parlement.com: vimuluueozry
- RKD-Nederlands Instituut voor Kunstgeschiedenis: 418936
- Virtual International Authority File: 282579473
- WorldCat: E39PBJbtmtKKKWctWG98CTcHG3